# لوتون
لوتن (به انگلیسی: Luton) شهری در منطقهٔ بدفوردشر کشور انگلستان است که این کشور خود بخشی از بریتانیا محسوب می‌شود. این شهر در سال ۱۹۹۱ میلادی ۱۷۱٫۶۷۱ نفر جمعیت داشته و در سرشماری سال ۲۰۰۱ جمعیت آن به ۱۸۵٫۵۴۳ نفر رسیده‌است. میزان رشد سالانهٔ جمعیت لوتن ‎۰٫۱۶ درصد می‌باشد و جمعیت این شهر در سال ۲۰۱۲ به ۱۸۸٫۷۸۲ نفر تغییر یافت.